# Conrad-Dietrich-Magirus-Preis

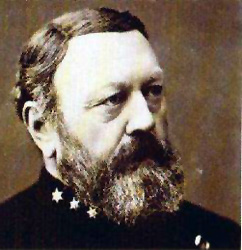
Conrad Dietrich Magirus

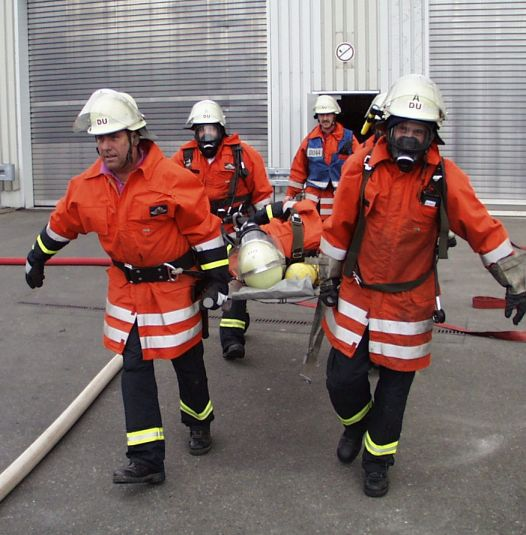
Gewürdigt werden besondere Leistungen von Feuerwehr-Teams.

Der Conrad-Dietrich-Magirus-Preis ist ein seit 2012 jährlich verliehener Preis für außergewöhnliche Leistungen im Feuerwehr-Bereich. Der Preis wird von dem Brandschutztechnik-Hersteller Magirus GmbH verliehen und trägt den inoffiziellen Titel „Feuerwehr-Oscar“.

## Namensstifter
Der Conrad-Dietrich-Magirus-Preis ist benannt nach dem Ulmer Feuerwehrpionier und Unternehmer Conrad Dietrich Magirus (1824–1895), der zu den Gründern des Deutschen Feuerwehrverbandes gehört, als Erfinder der Feuerwehr-Drehleiter gilt und das Unternehmen Magirus zur Herstellung von Feuerwehrgerätschaften ins Leben rief. Auf diese Unternehmensgründung gingen in Form des Nutzfahrzeugherstellers Magirus-Deutz der europäische Marktführer für Feuerwehrfahrzeuge in der Zeit nach dem Zweiten Weltkrieg und daraus wiederum die heutige Magirus GmbH hervor, die den Conrad-Dietrich-Magirus-Preis verleiht.

## Preisverleihung
Mit dem Preis sollen besondere Feuerwehreinsätze im Nachhinein gewürdigt werden, die sich zum Beispiel durch eine besondere Einsatztaktik, eine kreative Strategie und außergewöhnliches Engagement auszeichnen. Vergeben wird der Preis in drei Kategorien:
- Feuerwehrteam des Jahres – National (Deutschland)
- Feuerwehrteam des Jahres – International
- Sonderpreis für soziales Engagement

Bewerben können sich Freiwillige Feuerwehren, Berufsfeuerwehren oder Werkfeuerwehren mit einem Bericht zu Ablauf und Taktik einer Einsatzaktion. Nach einer Vorauswahl aller Bewerbungen durch eine Jury werden die Sieger in den drei Kategorien durch ein Online-Voting bestimmt.
Die aktuelle Jury setzt sich folgendermaßen zusammen:
- Wolfgang Schäuble, Oberbranddirektor und Leiter der Berufsfeuerwehr München
- Alfred Bidlingmaier, Magirus GmbH
- Dr. Roland Demke, Leiter der Staatlichen Feuerwehrschule Würzburg
- Jan-Erik Hegemann, Chefredakteur der Zeitschrift Feuerwehr-Magazin
- Rudolf Römer, stellvertretender Bundesgeschäftsführer des Deutschen Feuerwehrverbandes
- Michael Bour, Generalsekretär des Internationalen Technischen Komitees für Vorbeugenden Brandschutz und Feuerlöschwesen (CTIF)
- Ann-Marie Knegt, Redakteurin des „Fire & Rescue“-Magazins
- Hermann Kollinger, Oberösterreichischer Landes-Feuerwehrverband, Redakteur bei „Brennpunkt“ und „Fireworld.at“
- Tristan Reitz, Magirus GmbH

Als Preis winkt eine Reise zur New Yorker Feuerwehr. Die Preisverleihung und die Preisträger stoßen jedes Jahr auf großes Echo in den Medien.